# Powiat Odenwald
Powiat Odenwald (niem. Odenwaldkreis) – powiat w Niemczech, w kraju związkowym Hesja, w rejencji Darmstadt, w górach Odenwald. Siedzibą powiatu jest miasto Erbach.

## Podział administracyjny
Powiat Odenwald składa się z:
- pięciu miast
- siedmiu gmin

Miasta:
| Lp. | Nazwa miasta | Ludność (30.06.2013) | Powierzchnia km² |
| --- | ------------ | -------------------- | ---------------- |
| 1   | Bad König    | 9399                 | 46,73            |
| 2   | Breuberg     | 7364                 | 30,76            |
| 3   | Erbach       | 13394                | 62,67            |
| 4   | Michelstadt  | 16219                | 86,97            |
| 5   | Oberzent     | 10180                | 165,59           |

Gminy:
| Lp. | Nazwa gminy             | Ludność (30.06.2013) | Powierzchnia km² |
| --- | ----------------------- | -------------------- | ---------------- |
| 1   | Brensbach               | 5046                 | 23,18            |
| 2   | Brombachtal             | 3513                 | 20,44            |
| 3   | Fränkisch-Crumbach      | 3193                 | 16,10            |
| 4   | Höchst im Odenwald      | 9961                 | 30,51            |
| 5   | Lützelbach              | 6848                 | 35,46            |
| 6   | Mossautal               | 2470                 | 48,50            |
| 7   | Reichelsheim (Odenwald) | 8579                 | 58,21            |